# RNIL 303
De RNIL 303 is een route nationale d'intérêt local in het Franse departement Seine-Saint-Denis ten oosten van Parijs. De weg loopt van de grens met Val-de-Marne via Noisy-le-Grand naar de grens met Seine-et-Marne. In Val-de-Marne loopt de weg als D203 verder naar Bry-sur-Marne en Parijs. In Seine-et-Marne loopt de weg verder als D406 naar Émerainville en Crécy-la-Chapelle.

## Geschiedenis
Tot 2006 was de RNIL 303 onderdeel van de N303. In 2006 werd de weg overgedragen aan het departement Seine-Saint-Denis, omdat de weg geen belang meer had voor het doorgaande verkeer vanwege de parallelle autosnelweg A4. Seine-Saint-Denis weigert echter om de weg een nieuw nummer te geven, waardoor de weg nog steeds als route nationale wordt aangegeven.